# Ezzat Husrieh
 (septembre 2012).
 (juillet 2014).
Ezzat Husrieh (né en 1914 à Damas, mort en 1975) était un journaliste syrien célèbre, un auteur, un éditeur et un chercheur. Il a contribué à plusieurs livres à la bibliothèque arabe, et son journal célèbre Al-Alam (en) a continué à former l'opinion publique en Syrie depuis deux décennies.

## Première vie
Ezzat Husrieh est né à une famille proéminente à Damas, où il a été instruit dans ses écoles primaires, a continué ensuite son éducation à La Plus haute Académie arabe pour la Traduction.
En 1932, il a commencé à écrire une colonne hebdomadaire pour le quotidien Al-Sha. Un an plus tard, il a cofondé le Syndicat syrien à Damas et a aidé à établir des branches à Alep, Homs et Hama.

## Carrière
En 1936, Husrieh allié lui-même avec Abd al-Rahman Shahbandar, le chef de l'opposition syrienne au régime de Bloc national du Président Hachem al-Atassi. Shahbandar et Husrieh se sont prononcés contre le Traité Franco-syrien qu'Atsasi avait signé à Paris en 1936 qui a promis l'indépendance syrienne de la France sur une période de vingt-cinq années.
Husrieh a soutenu que le Bloc national avait donné trop de concessions aux français, en incluant le droit de maintenir des bases militaires en Syrie pour l'utilisation en cas de la guerre en Europe. Jamil Mardam Bey, l'architecte du traité de 1936 qui était devenu le Premier ministre peu de temps après qui, a fermé al-Sha et a placé Husrieh sous la surveillance de 24 heures. Husrieh a réagi en publiant al-Istifham intitulé d'une brochure secrète (le Point d'interrogation) qui a critiqué le Bloc national et son leadership entier, en les accusant d'établir une dictature en Syrie. En 1942, à la suite de la mort de Shahbandar, Husrieh a rejoint Al-Istiqlal al-Arabi (l'Indépendance arabe), une autre publication d'anti-bloc et a exercé les fonctions de son rédacteur en chef. En mai 1944, Izzat Husrieh a fondé son propre journal du soir à Damas appelé Al-Alam (Le Drapeau), en devenant le rédacteur en chef. Quand le Bloc a accompli l'indépendance syrienne en 1946, Husrieh a adouci sa critique sur eux et allié lui-même avec le successeur de Bloc, le parti national. À partir de 1944 à 1947, sa carrière a été soutenue par Premier ministre Saadallah al-Jabiri, qui a aidé Husrieh à acquérir la licence d'Al-Alam, jusqu'à sa mort en 1947.
Au cours des années 1940, Husrieh a écrit pour le Damas populaire tous les jours, al-Qabas (Le Brandon). Quand la Syrie et l'Égypte ont fusionné pour former la République arabe unie (UAR) en février 1958, il a critiqué la dictature militaire de Président Jamal Abd al-Nasser et a acclamé le coup qui a évincé l'union en septembre 1961. À partir de 1961 à 1963, il s'est allié lui-même avec le gouvernement de post-Nasser de Président Nazim al-Qudsi, qui aiment Husrieh, avait soutenu Shahbandar pendant sa jeunesse. En mars 1963, le Comité Militaire du Parti Baath a accédé au pouvoir et a promis de restituer l'UAR. Les officiers ont fermé le journal de Husrieh, ont terminé ses droits civils et l'ont forcé à la retraite. Husrieh est resté en Syrie et a travaillé jusqu'en 1970 comme éditeur sans écrire n'importe quels articles dans la presse.

## Travail d'intérêt public
Husrieh a travaillé aussi avec une équipe d'excavation pour rénover des sites historiques et contribué dans la construction de plusieurs mosquées à Damas. Il a cofondé un comité pour aider à protéger les vieux quartiers de la capitale syrienne et a créé un autre comité pour contrôler des éditions de droits de l'homme dans les prisons syriennes.
Izzat Husrieh est mort à Damas le 4 novembre 1975.

## Travaux choisis
- Shoruoh Resalat Al Sheikh Arslan
- Al Aref bil Lah Al Sheikh Ahmad Al Haron